# Terentil·la
Terència o Terentil·la (llatí: Terentilla o Terentia) va ser la dona de Mecenàs. Dió Cassi diu que era germana de Gai Proculeu i, per adopció, de Varró Murena (possible fill de Luci Licini Murena, cònsol l'any 62 aC, i adoptat per Aulus Terenci Varró). Quant a Proculeu, segurament es tractava d'un cosí germà de Murena.
De la vida de Terentil·la abans del seu casament amb Mecenàs hom no en sap res; fins i tot es desconeix en quina data s'hi va casar. Pel que sembla era una dona molt bella i tan llicenciosa com la major part de dames romanes del seu temps. Va ser una de les amants preferides d'August i Dió Cassi diu que quan l'emperador va visitar Gàl·lia l'any 16 aC ho va fer per veure a Terentil·la sense molèsties ni indiscrecions com era el cas a Roma. Aquesta relació va causar problemes entre August i Mecenàs i finalment la desgràcia d'aquest segon. Però Mecenàs no tenia gaire dret a plànyer-se de les infidelitats de la seva dona, puix que ell mateix era un infidel conegut.
Tot i aquestes circumstàncies, Mecenàs i Terentil·la van continuar enamorats fins al final i les seves baralles eren de curta volada, car Mecenàs era poc rancorós i sempre disposat a la reconciliació, tot i el caràcter arrogant de Terentil·la. Per això Sèneca diu que es va casar amb una dona mil vegades tot i només tenir-ne una. Una vegada es van arribar a divorciar però després Mecenàs la va reconquerir amb regals. La influència de Terentil·la sobre el seu marit era força gran i fins i tot en una ocasió Mecenàs li va revelar un secret d'estat relatiu a una conspiració del seu germà Murena.